# The Hives
The Hives is een Zweedse rockgroep die begin jaren 2000 met hun rauwe vorm van garagepunk opkwam als een van de leidende bands in de garagerock revival. Hun doorbraak in Nederland kwam met het album Veni Vidi Vicious en hun bekendste nummer, Hate to Say I Told You So. The Hives staan bekend om hun zelfverheerlijking en hun afgestemde pakken, die, alhoewel het ontwerp per album varieert, altijd zwart-wit zijn.

## Biografie
De band beweert te zijn opgericht in 1993, onder supervisie van Randy Fitzsimmons. Fitszsimmons stelde voor dat zij een garagerockband zouden vormen. Fitzsimmons zou alle nummers schrijven en achter de schermen aan de touwtjes trekken.
In 1995 tekenden ze een contract bij Sidekick records, een sublabel van het Zweedse punklabel Burning Heart Records, waar Pelle Almqvist voor werkte. In 1996 verscheen hun eerste ep Oh Lord. When? How?, Almqvist besloot de promotie van de ep te laten verzorgen door Burning Heart. In 1997 verscheen het debuutalbum van The Hives, Barely Legal, een oude artiestennaam van gitarist Åström. Hierna begon de band met intensief toeren. In 1998 verscheen hun tweede ep A.K.A. I-D-I-O-T.

### Veni Vidi Vicious en Your New Favourite Band
Een tussenpose van twee jaar kwamen The Hives in 2000 terug met een nieuw album, onder de titel Veni Vidi Vicious. Hierop verschoof het geluid van de rauwe punkrock van hun eerste album, naar een meer garagerockachtig geluid. De band omschreef het album als 'een fluwelen handschoen met ijzeren knokkels, brutaal en tegelijkertijd subtiel.' Van het album werden de singles Hate to Say I Told You So, Main Offender, Die, All Right! en Supply and Demand getrokken.
Het album maakte veel indruk in West-Europa, maar wist bijna niet door te dringen tot Amerika of Groot-Brittannië. Nadat Alan McGee, die furore had gemaakt met Creation Records, de videoclip van Hate to Say I Told You So had gezien op een Duits tv-kanaal, besloot hij de band vast te leggen voor zijn nieuwopgerichte Poptones-label. Poptones bracht een compilatie uit van eerder uitgebracht werk onder de titel Your New Favourite Band, wat in Engeland voor een doorbraak zorgde. Hier werden Hate to Say I Told You So en Main Offender opnieuw uitgegeven, beiden werden bescheiden hits. In Amerika werd Veni Vidi Vicious opnieuw uitgebracht.
Tijdens de promotie van Veni Vidi Vicious en Your New Favourite Band werd bekend dat The Hives een contract hadden gesloten met Universal Music, voor naar schatting 10 miljoen euro. Hierdoor kwam de band in conflict met Burning Heart, die claimde dat de band bij hun nog onder contract stond voor één album.

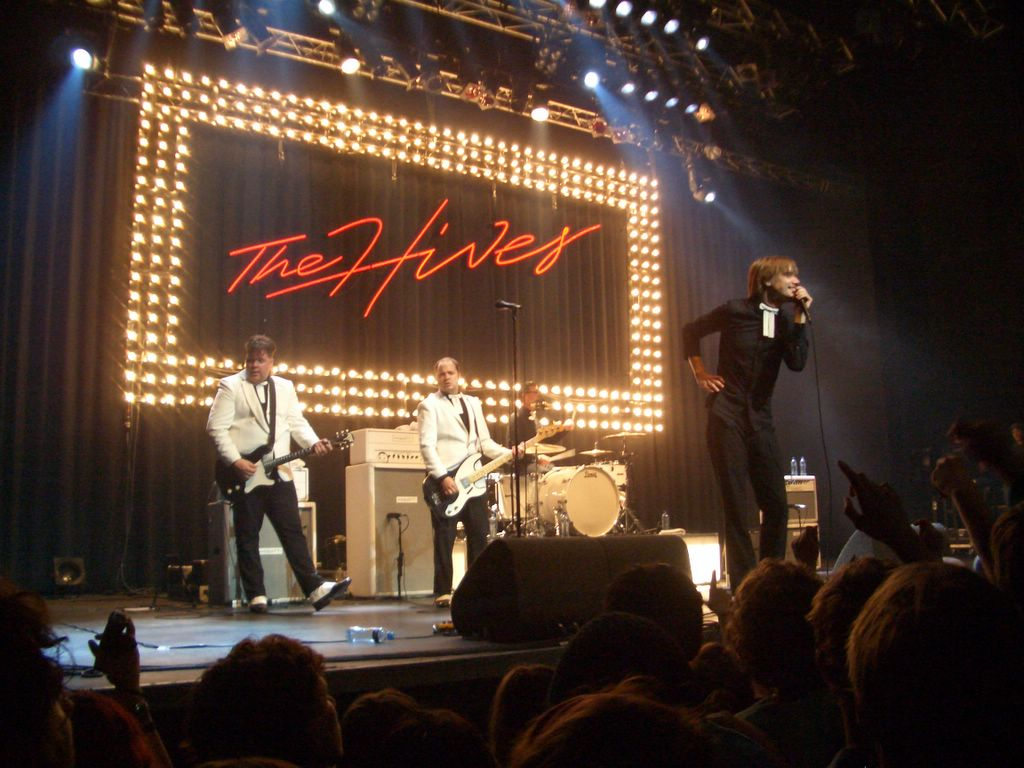
The Hives ten tijde van Tyrannosaurus Hives

### Tyrannosaurus Hives
Na vele maanden toeren, trok de band zich terug naar hun thuisstad Fagersta om hun derde album op te nemen. Het resultaat verscheen vier jaar na hun laatste nieuwe materiaal, in 2004, onder de titel Tyrannosaurus Hives. Voor het album had de band gekozen voor een futuristisch concept, dat ook terug te horen was in de klinische sound van de plaat. Het album bevatte de singles Walk Idiot Walk, dat handelde over George W. Bush, Two-Timing Touch and Broken Bones en A Little More For Little You, maar was minder succesvol dan zijn voorganger.

### The Black and White Album
Begin 2007 werd bekend dat The Hives in de studio waren voor opnames met urbanpopproducer Timbaland. Het resultaat van deze samenwerking, Throw It on Me, verscheen op het album Timbaland Presents Shock Value en werd later op single uitgebracht. Vervolgens verschenen er ook berichten dat The Hives werkten aan een nieuw album, dat een ander geluid zou laten horen.
In augustus 2007 werd de officiële website uit de lucht gehaald en vervangen door een grove emerency broadcast-lay-out. De nieuwe site toonde tevens de cover van het nieuwe Hives-album en de titel van de eerste single Tick Tick Boom, welke in Amerika zou uitkomen in augustus en in Europa in oktober 2007. Het album, The Black and White Album, werd deels opgenomen in de Verenigde Staten en deels in Zweden. Het album verscheen in oktober, op Polydor, in Europa en in november, op A&M Records, in Amerika.
Het album was minder conventioneel, dan de vorige twee platen. Het nummer Puppet on a String bevatte enkel piano en hand geklap. In het instrumentale A Stroll Through Hive Manor Corridors gebruikte de band enkel een orgel uit de jaren 1960 en een drumcomputer en de nummers Well All Right! en T.H.E.H.I.V.E.S. werden geproduceerd door The Neptunes.
In oktober 2008 maakte de band bekend een kerstduet getiteld A Christmas Duel te hebben opgenomen met Cyndi Lauper, welke ze vanaf 27 november gratis te downloaden op hun website hadden gezet.
Op 2 juli 2010 bracht de band ep uit onder de titel Tarred and feathered, waarop ze de nummers Civilization's dying van Zero Boys, Nasty secretary van Joy Rider & Avis Davis en Early morning wake up call van Flash and the Pan coverden. Het nummer Nasty secretary kwam op terecht op de Amerikaanse versie van de soundtrack van Gran Turismo 5. Op 9 januari 2011 maakte Nicholaus Arson bekend dat de band in december 2010 enkele nieuwe nummers had opgenomen en dat er nieuwe opnamesessies gepland stonden voor januari.

## Randy Fitzsimmons

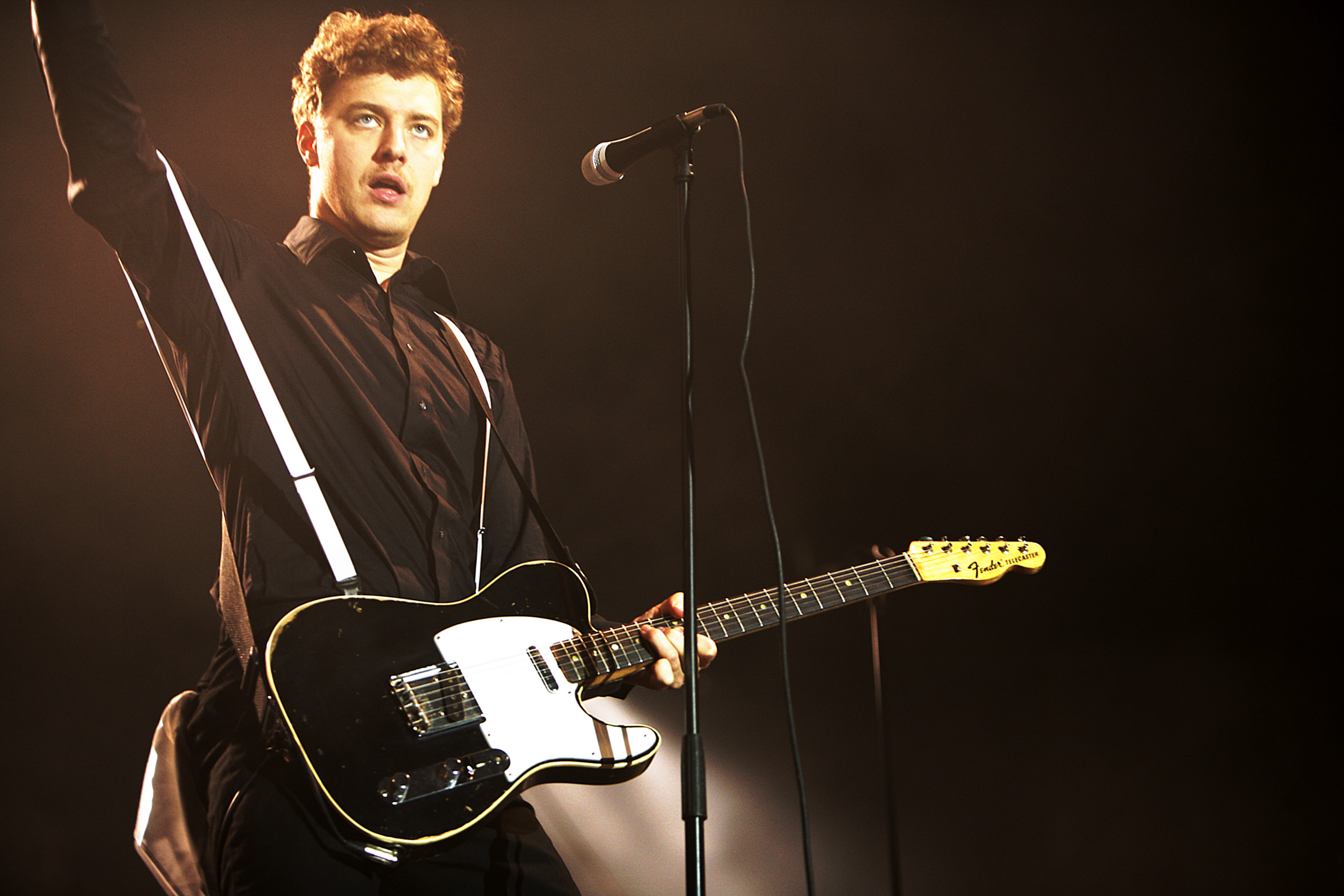
Niklas Almqvist

Alle nummers op de albums van The Hives worden, op de covers na, toegeschreven aan "Randy Fitzsimmons". De band beweert dat Fitzsimmons het zesde lid is van The Hives, die naast songschrijver ook de ontdekker en manager van de band is.
In 2004 maakte NME echter bekend dat Randy Fitzsimmons een geregistreerd pseudoniem is van gitarist Niklas Almqvist. Dit heeft ertoe geleid dat Fitzsimmons gezien wordt als verzinsel van de band en dat de nummers geschreven worden door Almqvist.
Almqvist en de overige bandleden ontkennen dit echter ten zeerste, en houden vast dat Fitzsimmons de songschrijver van de band is. Almqvist zelf vertelde de NME dat hij het pseudoniem had laten registreren om cheques en brieven, geadresseerd aan Fitzsimmons, te kunnen ontvangen. Een jurdisch trucje om ervoor te zorgen dat Fitzsimmons in absolute anonimiteit kon blijven leven. Dit argument is tot nog toe bewezen, noch verworpen.
Op de voorkant van Tyrannosaurus Hives staat een foto van de band met de bovenzijde van hun lichamen. Op de achterzijde van het cd-boekje staan de benen afgedrukt. Er is daar een extra paar benen, die, naar verluidt, van Randy Fitzsimmons zouden zijn.

## Live optredens

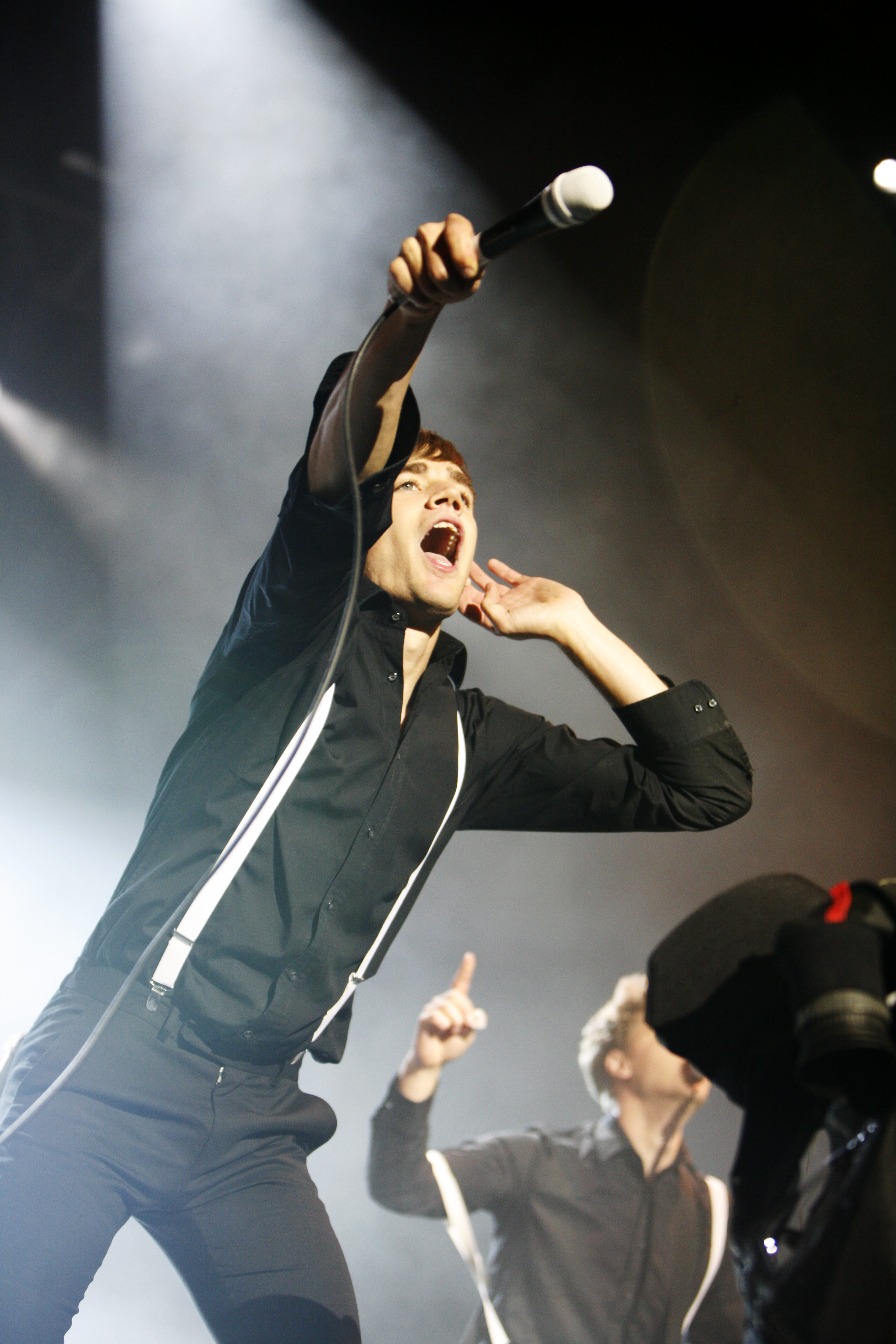
Howlin' Pelle op het podium.

The Hives staan bekend als een echte liveact. Spin magazine gaf hen een achtste plaats in hun lijst van beste livebands in de rockmuziek. Op het podium zijn het vooral Pelle Almqvist en zijn broer, gitarist Niklas, die het publiek opjutten. Pelle staat bekend om zijn kleurrijke idioterie. Pelle springt in het publiek, klimt op versterkers en staat bekend om zijn zelfgerichte opmerkingen als "Ik had het te druk met fantastisch zijn". Ook de verzamelaar Your New Favourite Band is vernoemd naar een van deze uitspraken.

### Optredens in België en Nederland
The Hives trad voor het eerst in Nederland op nadat Veni Vidi Vicious was uitgekomen. Diverse middelgrote zalen werden aangedaan, waaronder VERA Groningen en het LVC in Leiden. Na het succes van de single Hate to Say I Told You So stond de band in 2001 op Pinkpop, waar ze een van de verrassingen van het festival waren. In datzelfde jaar volgde ook nog een optreden op Lowlands.
Ook na het verschijnen van Tyrannosaurus Hives, in 2004, stond de band op Lowlands, en in november van dat jaar speelden ze ook het Amsterdamse Paradiso plat. Op 29 oktober 2004 stond de band in AB in Brussel. Van dit concert werden opnames gemaakt, die later op dvd zijn verschenen onder de titel Tussles in Brussles. De zomer van 2005 stond de band op het Belgische Pukkelpop.
In 2008 stonden The Hives wederom op Pinkpop. Op Rock Werchter dat jaar weigerde de band het podium te verlaten en speelden ze 15 minuten langer dan afgesproken was. Dat jaar werd ook Lowlands voor een derde keer aangedaan.
In 2011 stonden ze opnieuw op het hoofdpodium van Rock Werchter op donderdag 30 juni.
Op 28 juni 2012 stond de band wederom op Pinkpop. Op 20 juli 2012 stond de band op het Zwarte Cross-festival.
Ook in 2013, op vrijdag 5 juli, traden ze aan op Rock Werchter.
Op 3 mei 2014 waren ze voor het eerst te zien op Groezrock.
Op 8 juli 2016 speelden ze op Rock Zottegem.
Op 26 mei 2018 speelden ze op Dauwpop

## Kleding
The Hives hebben immer corresponderende pakken aan. Ieder album wisselen zij van podiumkledij, maar de kleding is wel altijd zwart-wit. Ten tijde van Veni Vidi Vicious droegen zij geheel zwarte pakken, met witte schoenen en witte sjaals die in de colberts gestoken waren. Ten tijde van Tyrannosaurus Hives droegen zij zwarte broeken, overhemden met een wit colbert, een ongestrikte witte vlinderdas en zwarte schoenen met witte Slobkousen. Tijdens hun Hurricane-tournee in 2007 droegen ze een zwarte broek en overhemd, zwarte bandana's en witte bretels. Op dit moment dragen zij, ter promotie van hun Black and White Album, zwarte schooluniformen, met een witte revers en een zwart-wit gestreepte stropdas. Op de linkerborst van de blazer is een geborduurde letter "H" aangebracht.

## Leden
- Pelle Almqvist (Howlin' Pelle) - zang
- Niklas Almqvist (Nicholaus Arson) - gitaar
- Mikael Karlsson Åström (Vigilante Carlstroem) - gitaar
- Mattias Bernvall (Dr. Matt Destruction) - basgitaar
- Christian Grahn (Chris Dangerous) - drums

## Discografie

### Albums
| Album met eventuele hitnotering(en) in de Nederlandse Album Top 100 | Datum van verschijnen | Datum van binnenkomst | Hoogste positie | Aantal weken | Opmerkingen                |
| ------------------------------------------------------------------- | --------------------- | --------------------- | --------------- | ------------ | -------------------------- |
| Barely Legal                                                        | 1997                  | -                     | -               | -            |                            |
| Veni Vidi Vicious                                                   | 2000                  | -                     | -               | -            |                            |
| Your New Favourite Band                                             | 2002                  | -                     | -               | -            | compilatie van eerder werk |
| Tyrannosaurus Hives                                                 | 2004                  | 24-07-2004            | 60              | 4            |                            |
| The Black and White Album                                           | 2008                  | -                     | -               | -            |                            |
| Lex Hives                                                           | 2012                  | -                     | -               | -            |                            |
| The Death of Randy Fitzsimmons                                      | 2023                  | -                     | -               | -            |                            |

| Album met hitnotering(en) in de Vlaamse Ultratop 200 albums | Datum van verschijnen | Datum van binnenkomst | Hoogste positie | Aantal weken | Opmerkingen |
| ----------------------------------------------------------- | --------------------- | --------------------- | --------------- | ------------ | ----------- |
| Tyrannosaurus Hives                                         | 2004                  | 21-08-2004            | 88              | 1            |             |
| The Black and White Album                                   | 2007                  | 27-10-2007            | 83              | 3            |             |
| Lex Hives                                                   | 2012                  | 23-06-2012            | 126             | 2            |             |

### Singles
| Single met eventuele hitnotering(en) in de Nederlandse Top 40 | Datum van verschijnen | Datum van binnenkomst | Hoogste positie | Aantal weken | Opmerkingen                                         |
| ------------------------------------------------------------- | --------------------- | --------------------- | --------------- | ------------ | --------------------------------------------------- |
| Oh Lord! When? How?                                           | 1996                  | -                     | -               | -            | ep                                                  |
| A.K.A. I-D-I-O-T                                              | 1998                  | -                     | -               | -            | ep                                                  |
| A Killer among Us                                             | 1998                  | -                     | -               | -            | Split-ep met The Pricks                             |
| Hate to Say I Told You So                                     | 2000                  | -                     | tip 11          | -            | van Veni Vidi Vicious / No. 85 in de Single Top 100 |
| Main Offender                                                 | 2001                  | -                     | -               | -            | van Veni Vidi Vicious                               |
| Supply and Demand                                             | 2001                  | -                     | -               | -            | van Veni Vidi Vicious                               |
| Die, All Right!                                               | 2001                  | -                     | -               | -            | van Veni Vidi Vicious                               |
| Hate to Say I Told You So                                     | 2002                  | -                     | -               | -            | heruitgave van Your New Favourite Band              |
| Main Offender                                                 | 2002                  | -                     | -               | -            | heruitgave van Your New Favourite Band              |
| Die, All Right!/Supply and Demand                             | 2002                  | -                     | -               | -            | heruitgave van Your New Favourite Band              |
| Walk Idiot Walk                                               | 2004                  | -                     | -               | -            | van Tyrannosaurus Hives                             |
| Two-Timing Touch and Broken Bones                             | 2004                  | -                     | -               | -            | van Tyrannosaurus Hives                             |
| Abra Cadaver                                                  | 2004                  | -                     | -               | -            | van Tyrannosaurus Hives                             |
| A Little More for Little You                                  | 2005                  | -                     | -               | -            | van Tyrannosaurus Hives                             |
| Throw It on Me (Timbaland feat. The Hives)                    | 2007                  | -                     | -               | -            | van Timbaland Presents Shock Value                  |
| Tick Tick Boom                                                | 2007                  | -                     | -               | -            | van The Black and White Album                       |
| T.H.E.H.I.V.E.S.                                              | 2007                  | -                     | -               | -            | van The Black and White Album                       |
| Won't be long                                                 | 2008                  | -                     | -               | -            | van The Black and White Album                       |
| A Christmas Duel (The Hives and Cyndi Lauper)                 | 2008                  | -                     | -               | -            | online kerstsingle                                  |

### Dvd
- Tussles in Brussels (2004)